# Хакимова, Шамсия Гадиевна
Шамсия Гадиевна (Газиевна) Хакимова (3 июня 1908, д. Балтачево, Самарская губерния — 18 ноября 2003, Уфа) — советский инженер-металлург, общественный деятель. Депутат Верховного Совета РСФСР первого и 2 созывов. Член ВКП(б).

## Биография
Шамсия Гадиевна (Газиевна) Хакимова родилась 3 июня 1908 года в д. Балтачево Бугульминского уезда Самарской губернии (ныне — Азнакаевский район Республики Татарстан).
В 1936 году окончила Московский институт стали им. И. В. Сталина. По окончании института до 1963 года работала в Уфе инженером-технологом на заводе № 26 (ныне Уфимское моторостроительное производственное объединение), с 1937 и с 1939 года — начальником лаборатории, с 1941 года — старший инженер-исследователь, с 1943 года — нач. лаборатории.
В 1938—1939 годах работала зам. заведующего отделом Башкирского областного комитета ВКП(б).
По инициативе Шамсии Гадиевны на производстве завода № 26 были внедрены ускоренные методы испытания материалов для определения усталостной прочности, металлографические исследования структуры сплавов, обрабатываемых в вакууме при высоких температурах.

## Награды и звания
Заслуженный деятель науки и техники БАССР (1958).
Награждена орденами «Красного Знамени», «Знак Почёта» (1944).